# Opopaea shanasi
Opopaea shanasi là một loài nhện trong họ Oonopidae.
Loài này thuộc chi Opopaea. Opopaea shanasi được Michael Saaristo miêu tả năm 2007.